# Мохамед Зідан
Мохамед Зідан (араб. Mohamed Zidan, нар. 11 грудня 1981, Порт-Саїд) — єгипетський футболіст, що грав на позиції нападника.
Насамперед відомий виступами за низку клубів німецької Бундесліги, а також національну збірну Єгипту, з якою став дворазовим володарем Кубка африканських націй.

## Клубна кар'єра
Вихованець футбольної школи клубу «Аль-Масрі».
У 1999 році сім'я Мохамеда емігрувала до Данії. У тому ж році Зідан уклав контракт з данським клубом «Академіск», в якому провів чотири сезони. В сезоні 1999/00 не проходив в основний склад. З 2001 року Мохамед почав регулярно виходити в основному складі «АБ», взявши участь у 51 матчі чемпіонату.
У червні 2003 року через фінансові труднощі «АБ» Зідан був проданий в данський «Мідтьюлланд». У сезоні 2003/04 він був визнаний найкращим новачком року, а в сезоні 2004/05 був визнаний найкращим гравцем данської Суперліги.
На початку 2005 року перебрався в Німеччину, уклавши контракт з клубом німецької Бундесліги «Вердером». Закріпитися в основному складі йому не вдалося, і сезон 2005/06 він провів на правах оренди в клубі «Майнц 05», разом з якою грав у першому раунді Кубка УЄФА. Повернувшись в «Вердер», добре себе показав влітку 2006 року, але отримав травму. Після відновлення в основний склад не проходив.
Тому взимку 2007 року за 3 мільйони євро Мохамед був проданий в «Майнц 05». Забивши 6 голів у 5 матчах, був визнаний найкращим гравцем лютого 2007 в німецькій Бундеслізі. Сезон 2006/07 його команда закінчила невдало, зайнявши 16 місце і опустившись у другу Бундеслігу.
У червні 2007 року за 5 мільйонів євро був куплений «Гамбургом», підписавши 4-річний контракт. У складі команди виграв Кубок Інтертото 2007 року.
У серпні 2008 року перейшов в дортмундську «Боруссію». Перший матч провів 23 серпня проти мюнхенської «Баварії». Перший гол забив у ворота «Вердера», встановивши остаточний рахунок 3:3. В кінці сезону 2009/10 отримав травму коліна, яку заліковував в Єгипті. В цей же час пройшов прискорену військову службу в армії своєї країни. Однак після повернення він перестав отримувати ігрову практику, в нього почали виникати конфлікти з партнерами.
У результаті взимку 2012 року, незважаючи на інтерес з боку «Нюрнберга», гравець повернувся в «Майнц 05», підписавши піврічний контрактом і тут же почав показувати відмінні результати — 5 голів у 5 перших матчах за команду. Однак ряд скандальних історій не дозволили гравцю у клубу домовитися про продовження співробітництва.
Влітку 2012 єгиптянин продовжив кар'єру в ОАЕ, перейшовши на правах вільного агента в «Баніяс». Зідан залишив клуб на початку 2013 року і почав працювати експертом на телеканалі Al-Jazeera Sports, однак офіційно не оголошував про завершення ігрової кар'єри. В листопаді 2013 був заочно засуджений в Єгипті до шести років ув'язнення за підробку трьох чеків арабської компанії, що займається проектуванням і міською забудовою.
15 вересня 2015 року відновив кар'єру, підписавши контракт з «Ель-Харбі» на один сезон. Відтоді встиг відіграти за каїрську команду 2 матчі в національному чемпіонаті.

## Виступи за збірну
2005 року дебютував в офіційних матчах у складі національної збірної Єгипту. 
Брав участь у Кубку африканських націй 2008 року, який виграла збірна Єгипту. Його гол, забитий в груповому матчі у ворота збірної Камеруну, був визнаний найкращим на турнірі.
Грав за збірну на Кубку конфедерацій 2009 року. У матчі проти Бразилії (3:4) забив перший і третій голи своєї команди.
Наступного року у складі збірної вдруге у своїй кар'єрі став володарем Кубка африканських націй 2010 року.
Всього провів у формі головної команди країни 44 матчі, забивши 13 голів.

## Статистика виступів

### Статистика клубних виступів
| Сезон                           | Команда                         | Чемпіонат                       | Чемпіонат | Чемпіонат | Національний кубок | Національний кубок | Національний кубок | Континентальні кубки | Континентальні кубки | Континентальні кубки | Інші змагання | Інші змагання | Інші змагання | Усього | Усього |
| Сезон                           | Команда                         | Ліга                            | Ігор      | Голів     | Ліга               | Ігор               | Голів              | Ліга                 | Ігор                 | Голів                | Ліга          | Ігор          | Голів         | Ігор   | Голів  |
| ------------------------------- | ------------------------------- | ------------------------------- | --------- | --------- | ------------------ | ------------------ | ------------------ | -------------------- | -------------------- | -------------------- | ------------- | ------------- | ------------- | ------ | ------ |
| 2004–05                         | «Вердер»                        | БЛ                              | 10        | 2         | КН                 | 0                  | 0                  | -                    | -                    | -                    | -             | -             | -             | 10     | 2      |
| 2005–06                         | «Майнц 05»                      | БЛ                              | 26        | 9         | КН                 | 3                  | 1                  | КУЄФА                | 1                    | 0                    | -             | -             | -             | 30     | 10     |
| 2006–07                         | «Вердер»                        | БЛ                              | 5         | 1         | КН                 | 2                  | 1                  | ЛЧ                   | 1                    | 0                    | КЛ            | 1             | 1             | 9      | 3      |
| 2006–07                         | «Майнц 05»                      | БЛ                              | 15        | 13        | КН                 | 0                  | 0                  | -                    | -                    | -                    | -             | -             | -             | 13     | 13     |
| 2007–08                         | «Гамбург»                       | БЛ                              | 21        | 2         | КН                 | 3                  | 1                  | I+КУЄФА              | 2+7                  | 0+1                  | -             | -             | -             | 33     | 4      |
| 2008–09                         | «Гамбург»                       | БЛ                              | 0         | 0         | КН                 | 1                  | 0                  | КУЄФА                | -                    | -                    | -             | -             | -             | 1      | 0      |
| Усього за «Гамбург»             | Усього за «Гамбург»             | Усього за «Гамбург»             | 21        | 2         |                    | 4                  | 1                  |                      | 9                    | 1                    |               | -             | -             | 34     | 4      |
| 2008–09                         | «Боруссія» (Дортмунд)           | БЛ                              | 29        | 7         | КН                 | 2                  | 0                  | КУЄФА                | 1                    | 0                    | -             | -             | -             | 32     | 7      |
| 2009–10                         | «Боруссія» (Дортмунд)           | БЛ                              | 27        | 6         | КН                 | 3                  | 2                  | -                    | -                    | -                    | -             | -             | -             | 30     | 8      |
| 2010–11                         | «Боруссія» (Дортмунд)           | БЛ                              | 8         | 0         | КН                 | 0                  | 0                  | ЛЄ                   | 1                    | 0                    | -             | -             | -             | 9      | 0      |
| 2011–12                         | «Боруссія» (Дортмунд)           | БЛ                              | 2         | 0         | КН                 | 0                  | 0                  | ЛЧ                   | 1                    | 0                    | СН            | 0             | 0             | 3      | 0      |
| Усього за «Боруссію» (Дортмунд) | Усього за «Боруссію» (Дортмунд) | Усього за «Боруссію» (Дортмунд) | 66        | 13        |                    | 5                  | 2                  |                      | 3                    | 0                    |               | 0             | 0             | 74     | 15     |
| 2011–12                         | «Майнц 05»                      | БЛ                              | 12        | 7         | КН                 | -                  | -                  | -                    | -                    | -                    | -             | -             | -             | 12     | 7      |
| Усього за «Майнц 05»            | Усього за «Майнц 05»            | Усього за «Майнц 05»            | 53        | 29        |                    | 3                  | 1                  |                      | 1                    | 0                    |               | -             | -             | 57     | 30     |
| 2012–13                         | «Баніяс»                        | ПЛ                              | 9         | 3         | КЛ                 | 2                  | 1                  | -                    | -                    | -                    | -             | -             | -             | 11     | 4      |
| Усього за кар'єру               | Усього за кар'єру               | Усього за кар'єру               | 154       | 48        |                    | 16                 | 6                  |                      | 14                   | 1                    |               | 1             | 1             | 185    | 56     |

## Титули і досягнення
- Володар Кубка німецької ліги (1):

«Вердер»: 2006
- Чемпіон Німеччини (2):

«Боруссія» (Дортмунд): 2010-11, 2011-12
- Володар Кубка африканських націй (2):

 Єгипет: 2008, 2010
- Найкращий бомбардир Чемпіонату Данії (1):

«Мідтьюлланн»: 2003-04